# Bulgarograsso
Bulgarograsso (Bülgar o Bülgur in dialetto comasco, AFI: /ˈbylɡar/ o /ˈbylɡur/) è un comune italiano di 3 969 abitanti della provincia di Como in Lombardia.

## Geografia fisica

### Clima
Il clima è in genere caratterizzato da inverni piuttosto rigidi (toccati i -21° nel febbraio 2012), mentre le rimanenti stagioni assumono le caratteristiche del clima prealpino. Intensa attività temporalesca in estate, talvolta accompagnata da grandine e copiose le piogge autunnali.

## Origini del nome
L'etimologia di Bulgarograsso potrebbe essere associata a una latinizzazione del termine germanico burg, ovvero borgo; per il suffisso grasso sono invece due le ipotesi più accreditate. La prima, più comune e accreditata, collegata anche alla tradizioni del prato e all'apposito museo rimanda al termine germanico grasa, cioè "prato" o "prateria"; la seconda indicherebbe che, in epoca altomedievale, numerosi terreni di prato del paese appartenessero alla nobile famiglia milanese dei Grassi.
Un'ipotesi alternativa è quella che lega Bulgaro con la Burgaria (Comitatus Burgarensis), una partizione altomedioevale del contado di Milano (comprendente anche parti delle attuali province di Como e Varese), in cui, durante il primo dominio longobardo (o comunque prima del 650), si erano insediati gruppi di bulgari. Varie bande di nomadi bulgari (in particolare unno-bulgari occidentali kutriguri non slavizzati e ancora pagani proto-turchi) furono infatti collegate con l'invasione longobarda (568), mentre altre furono accolte dai longobardi, in funzione anti bizantina, fino al 670 circa, questi diedero origine alla gastalderia della Bulgaria molisana (oggi Monte Bulgaria), a una perduta Bulgaria romagnola (appena fuori dai domini bizantini di Ravenna, e in parte identificabile con la contea medievale dei Dal Bulgaro), e almeno un altro territorio di stanziamento nel vercellese di cui oggi rimane il toponimo di Bulgaro vercellese, e, appunto, la Burgària di cui Bulgaro Grasso rappresentava presumibilmente il margine settentrionale.

## Storia
Le più antiche attestazioni del paese risalgono all'840 circa, con la conclusione dei lavori di bonifica della palude che il torrente Lura aveva creato nel corso dei secoli precedenti e su cui in seguito fu costruito Bulgarograsso, abitato prevalentemente da popolazioni celtiche miste a latini nordici, i quali amavano il prato tanto da denominare la città in suo onore e da più o meno 100 anni, ospitando una competizione del miglior prato nel apposito museo storico-pratico del prato.
A partire dal IX secolo Bulgarograsso fece parte del Contado del Seprio.
Nel XII secolo, al tempo delle dispute tra i comuni di Como e Milano, Bulgarograsso, che faceva parte del Contado del Seprio, si schierò con i lariani e divenne proprietà dei monaci dell'abbazia dell'Acquafredda di Lenno. Fu così che si procedette alla costruzione della grangia di Santa Maria, il cui nome derivò da una particolare devozione mariana da parte dei monaci, un deposito fortificato che conservava i raccolti e le decime che spettavano all'abate del monastero.
"El locho de Bolgaro Grasso" viene citato dagli Statuti delle acque e delle strade del contado di Milano fatti nel 1346 tra le comunità che, all'interno della pieve di Appiano, erano incaricate della manutenzione della "strata da Bolà".
Quando l'abbazia andò in crisi, il paese si affrancò dal potere dei monaci, pur tuttavia venendo inserito nel feudo camerale di Appiano Gentile, di cui seguì le vicende storiche per lungo tempo. Fu così che Bulgarograsso divenne possedimento feudale dapprima della famiglia Rossi, poi dei Dal Pozzo e in seguito, nel 1650, degli spagnoli Dal Rio. Con il venir meno dell'autorità dei monaci, la grangia di Santa Maria andò in rovina ma venne riconvertita in una fattoria dotata di un posto di cambio per le carrozze. Nello stesso tempo, la vicina chiesetta dedicata alla Vergine venne ricostruita e consacrata a sant'Anna.
Dopo ulteriori passaggi di mano, nel 1739 Bulgarograsso finì ai Litta, che mantennero i loro privilegi feudali fin'oltre la metà del XVIII secolo. In questo periodo il comune fu retto da un console coadiuvato da due deputati a lui sottoposti, mentre l'amministrazione locale era completata da un cancelliere e un esattore.
In seguito terreni di Bulgarograsso furono controllati da Fino Mornasco.
L'arrivo di Napoleone e la costituzione della Repubblica Cisalpina comportò, oltre a un affidamento alla nobile casata dei Branda Castiglioni, un cambio dei riferimenti amministrativi: dopo due estemporanei tentativi di trasportare il comune nella Provincia di Varese, passò al dipartimento del Lario nel 1801. Sotto il Regno d'Italia napoleonico, nel 1807, il paese venne soppresso e aggregato come frazione al comune di Guanzate fino al 1816, quando, a seguito della Restaurazione, Bulgaro Grasso ottenne la propria ricostituzione come Comune autonomo.
A metà del XIX secolo il suo territorio fu teatro di una serie di esercitazioni militari da parte delle truppe dell'esercito austro-ungarico. Nel XX secolo, con l'avvento del regime fascista e la nuova ridistribuzione dell'apparato amministrativo locale, Bulgarograsso fu nuovamente soppresso e aggregato come frazione, assieme a Veniano, ad Appiano, il quale l'anno precedente aveva assunto la nuova denominazione di Appiano Gentile, per differenziarsi dall'altro comune omonimo sudtirolese di Appiano/Eppan.
Tornato indipendente il 5 aprile 1950, Bulgarograsso divenne un fiorente centro dell'industria tessile, in particolare nella lavorazione della seta, nella tintoria e nella stampa dei tessuti che interessò pressoché la totalità degli abitanti fino agli anni Ottanta del secolo scorso.

### Simboli
Lo stemma comunale, concesso con decreto del presidente della Repubblica del 19 gennaio 1959.
Nello stemma è raffigurata la storica grangia di Santa Maria.
Il gonfalone è un drappo di azzurro.

## Monumenti e luoghi d'interesse

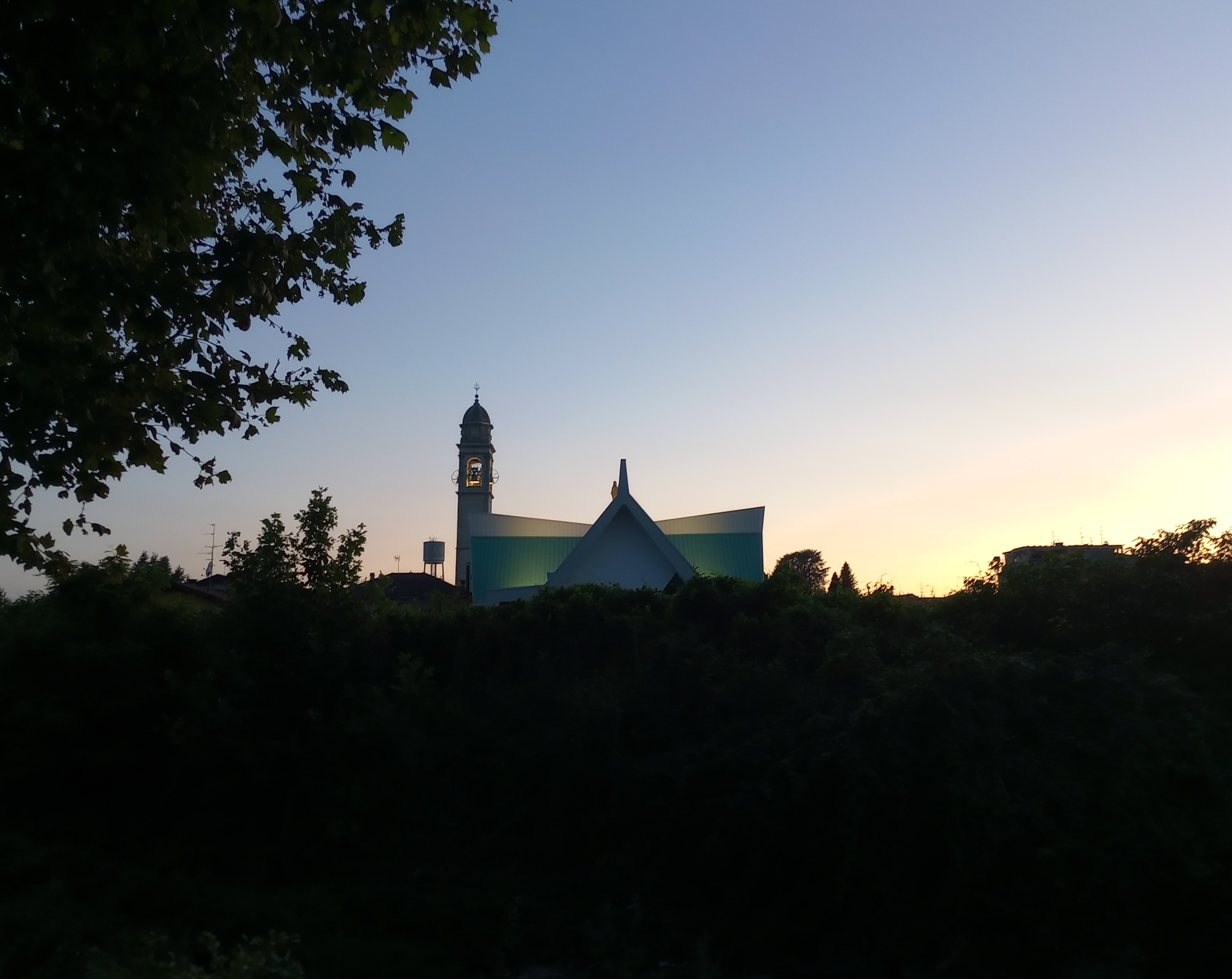
La chiesa parrocchiale di Sant'Agata

Patrona del paese è sant'Agata, la cui ricorrenza si festeggia il 5 febbraio. Alla stessa santa è intitolata la parrocchiale locale. I bulgaresi sono devoti anche a sant'Anna, la cui ricorrenza è festeggiata il 26 luglio all'interno dell'annuale sagra organizzata dall'associazione "Amici di Sant'Anna". Nel gennaio 2014, franò una parte del cascinale vecchio posto sul colle Sant'Anna, procurando gravi danni alla chiesetta secentesca che venne dichiarata inagibile. Il simulacro della santa fu temporaneamente ospitato nella vicina chiesa parrocchiale di Sant'Agata, il cui campanile risale al XVIII secolo. Il 12 luglio 2015 fu inaugurata e benedetta la nuova chiesa di Sant'Anna, dopo i lavori di restauro, e il simulacro tornò nella sua sede originaria.

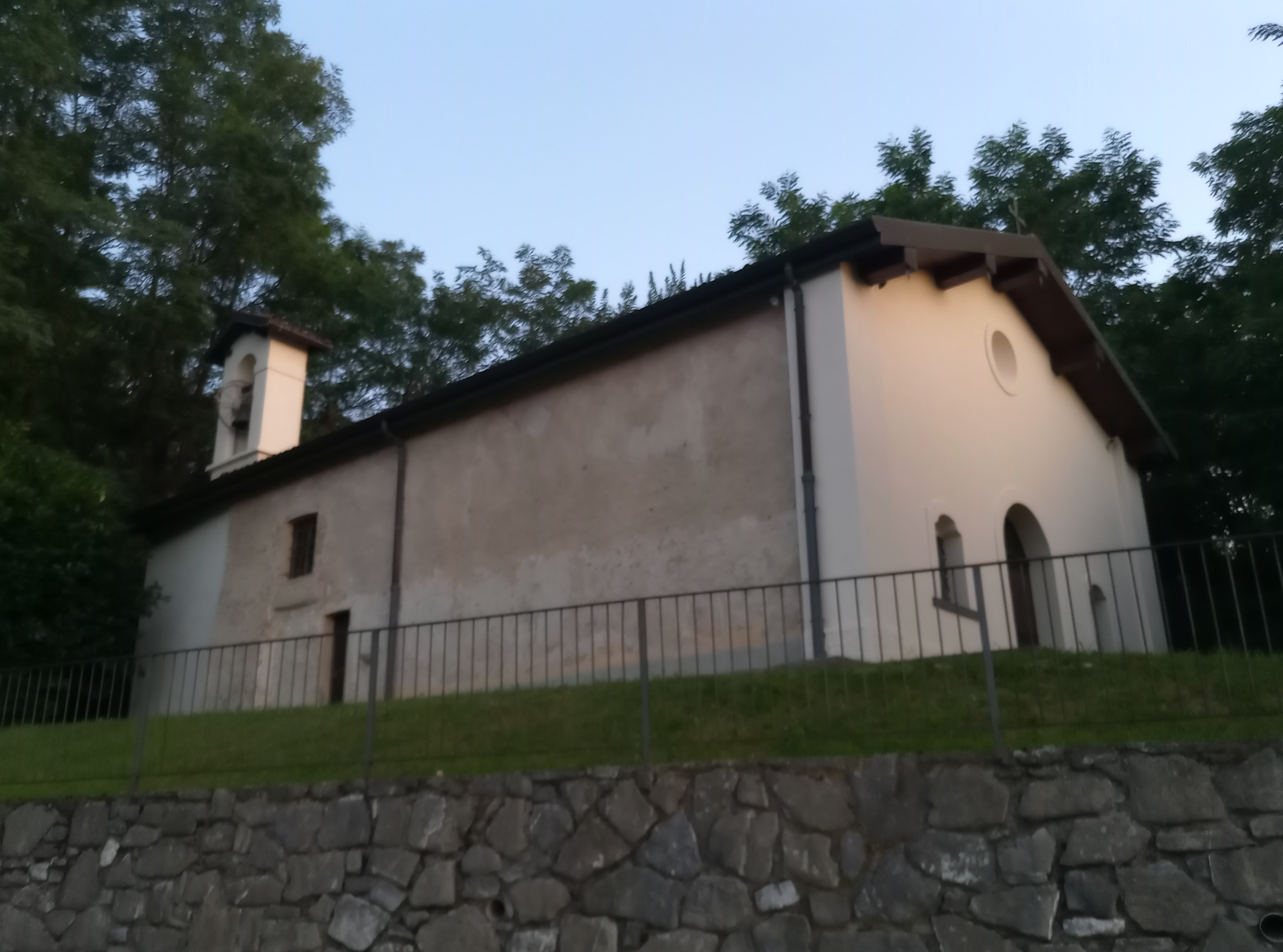
La chiesa di Sant'Anna

## Società
I cittadini di Bulgarograsso risultano essere per lo più dipendenti, piccoli imprenditori ed agricoltori attivi. In paese vi sono diversi esercizi commerciali e stabilimenti di media dimensione. È attiva la Protezione Civile comunale (iscritta al Nazionale) nello svolgimento delle attività richieste dal territorio.

### Evoluzione demografica

#### Demografia pre-unitaria
- 296 abitanti nel 1751[7]
- 338 abitanti nel 1771[8]
- 505 abitanti nel 1805[9]
- 696 abitanti nel 1853[10]

#### Demografia post-unitaria
Abitanti censiti

### Esplicative
1. ↑  Per il dialetto comasco, si utilizza l'ortografia ticinese, introdotta a partire dal 1969 dall'associazione culturale Famiglia Comasca nei vocabolari, nei documenti e nella produzione letteraria.
2. ↑  Il comitato della Burgaria chiamato nei diplomi imperiali Bulgaria ricomprendeva o era comunque vicino a Bulgarograsso. Il che potrebbe essere l'origine del nome.

### Bibliografiche
1. 1 2   Bilancio demografico mensile anno 2024 (dati provvisori), su demo.istat.it, ISTAT.
2. ↑   Classificazione sismica (XLS), su rischi.protezionecivile.gov.it.
3. ↑   Tabella dei gradi/giorno dei Comuni italiani raggruppati per Regione e Provincia (PDF), in Legge 26 agosto 1993, n. 412, allegato A, Agenzia nazionale per le nuove tecnologie, l'energia e lo sviluppo economico sostenibile, 1º marzo 2011,  p. 151. URL consultato il 25 aprile 2012 (archiviato dall'url originale il 1º gennaio 2017).
4. 1 2 3 4  Borghese, p. 117.
5. 1 2 3 4 5 6 7 8 9 10   Storia del Comune, su Comune di Bulgarograsso. URL consultato il 2 novembre 2020.
6. ↑   Giuseppe Cossuto, I signori del Danubio. I nomadi guerrieri e l'Europa alto-medievale, Chilleni, 2014,  pp. 63-67, ISBN 978-88-96522-83-7.
7. 1 2 3 4 5 6   Comune di Bulgarograsso, sec. XIV - 1757, su Istituzioni storiche – Lombardia Beni Culturali.
8. 1 2   Comune di Bulgarograsso, 1757-1797, su Istituzioni storiche – Lombardia Beni Culturali. URL consultato il 28 aprile 2020.
9. 1 2   Comune di Bulgarograsso, 1798-1809, su Istituzioni storiche – Lombardia Beni Culturali.
10. 1 2   Comune di Bulgarograsso, 1816-1859, su Istituzioni storiche – Lombardia Beni Culturali. URL consultato il 28 aprile 2020.
11. ↑   Dati del Provvedimento di Variazione, su elesh.it.
12. ↑   Dati del Provvedimento di Variazione, su elesh.it.
13. ↑   Dati del Provvedimento di Variazione, su elesh.it.
14. ↑   Bulgarograsso, decreto 1959-01-19 DPR, concessione di stemma e gonfalone, su Archivio centrale dello Stato, Ufficio araldico, Fascicoli comunali,  busta 277, fascicolo 4466.6. URL consultato il 21 aprile 2025.
15. 1 2   Cede un muro a Bulgaro Danneggiata Sant'Anna, in La Provincia. URL consultato il 28 aprile 2020.
16. ↑   Chiesa di S. Anna, Via S. Anna - Bulgarograsso (CO), su Architetture – Lombardia Beni Culturali. URL consultato il 28 aprile 2020.
17. ↑   Campanile della Chiesa di S. Agata, Piazza Risorgimento - Bulgarograsso (CO), su Architetture – Lombardia Beni Culturali. URL consultato il 28 aprile 2020.
18. ↑  Statistiche I.Stat ISTAT  URL consultato in data 28-12-2012.
Nota bene: il dato del 2021 si riferisce al dato del censimento permanente al 31 dicembre di quell'anno. Fonte:  Popolazione residente per territorio - serie storica, su esploradati.censimentopopolazione.istat.it.